# Severiano Grande
Severiano Grande García (Escurial de la Sierra, Salamanca, 22 de septiembre de 1937- 3 de julio de 2021) fue un escultor español.

## Biografía
Nace el 22 de septiembre de 1937, en un pequeño pueblo del sur de la provincia de Salamanca, Escurial de la Sierra. Su familia es humilde pero con espíritu viajero y gran curiosidad por conocer cosas nuevas. Su padre, Severo Grande, era zapatero y su madre, Ramona García, se dedica a cuidar de la familia. Pasa su infancia en el pueblo, junto a sus hermanos mayores Félix e Isabel y allí asiste a la Escuela Primaria.
En 1944, se traslada a Salamanca con su familia. Al principio alquilan una casa para más tarde construir la suya propia en el barrio de Chamberí, Camino de las Alambres. Continúa sus estudios en el Instituto Fray Luis de León, aunque sólo cursa dos años de Bachillerato por ser demasiado costoso para la familia. Dada su innata facilidad para el dibujo los profesores le animan a matricularse en la Escuela de Artes y Oficios. Acude a ellas todas las tardes de siete a nueve durante varios años. Durante el día trabaja regando unas huertas cercanas. En esta escuela adquiere interés por el arte, que potencian profesores como Zacarías González y Manuel Gracia, que le enseñan dibujo y Damián Villar, que le introduce en el modelado. Completa sus conocimientos académicos en la Escuela Elemental de Trabajo, a la que acude durante años. Sin embargo, este aprendizaje no es suficiente para él. 
En septiembre de 1953, y coincidiendo con las ferias y fiestas locales, le dice a su familia que ha decidido marcharse a Barcelona. Tiene solamente 16 años. Tras un viaje en tren casi interminable, llega a la gran ciudad. Muy pronto consigue trabajar en dos talleres cercanos a la Sagrada Familia, uno de ellos dirigido por Carlos Capdevilla, en el que realiza trabajos para cementerios; el otro, dirigido por Carlos Salazar se adecua más a sus objetivos ya que le permite reproducir en piedra esculturas de otros artistas. Pero también realiza sus propias obras, tanto escultóricas como pictóricas, de tal manera que en los frecuentes viajes que realiza a Salamanca para visitar a la familia, expone sus obras en diferentes salas -1956, 1957, 1959, 1960-. 
En 1957, adquiere en alquiler el taller de Carlos Salazar donde continúa trabajando durante varios años. Asiste al Instituto Francés Cercle Maillol, en la Cúpula del Coliseum y conoce a escultores como Marcel Martí, José Clará, Maragall, Corberó, Juan Rebull, Edualdo Serra… Reproduce algunas obras suyas en piedra, lo cual le sirve para adquirir conocimientos y experiencia y para irse haciendo un hueca entre los artistas catalanes. En 1963, se traslada a otro taller propiedad de Sebastián Adell, Aunque de manera simultánea trabaja en varios talleres de Barcelona. Un año más tarde realiza para el pórtico de la Iglesia de Badalona, una Virgen María en piedra de Montjuit; la técnica utilizada es la talla directa al igual que el monumento homenaje a la Guardia Civil, tallado en piedra de Bará en el Cuartel de la Travesera de Gracia. De ese mismo año es el relieve de alabastro que representa el Bautismo de Jesús. 
Su afición al mundo de los toros se materializa en una serie de relieves taurinos que realiza en Barcelona y expone en el Ateneo de Salamanca en 1965. Meses más tarde y debido a problemas familiares, regresa a la ciudad castellana para quedarse. Edifica su taller frente a la casa familiar pero permanece en él poco tiempo; pronto se traslada al Paseo de San Gregorio, en la ribera del Tormes, donde alquila un viejo taller de curtidores en el trabaja varios años. En 1967, conoce a la que será su esposa, Isabel, madre de una niña también llamada Isabel, fruto de un matrimonio anterior. Un año después recibe el encargo de realizar unos relieves para el Altar Mayor de la Iglesia de los Capuchinos de Salamanca. 
Durante todo este tiempo no ha dejado de pintar, lo cual se refleja en la exposición que realiza en el Ateneo de Salamanca en 1971. Restaura también unos relieves descubiertos tras las obras en la Iglesia de Nuestra Señora de la Vega, en la misma ciudad. El año 1972, marca el comienzo de una nueva etapa en su vida. Inicia las obras de su casa en Mozárbez con la ayuda de su esposa Isabel. Muy pronto la pareja se traslada a vivir allí y un año después nace su hija Nieves. En 1974, realiza el monumento a la Piedra de Villamayor, que se coloca en el parque de la Aldehuela, en las proximidades de Salamanca. En ese mismo año recibe la visita del escultor y amigo de juventud Marcel Martí. Le propone trasladarse a Gerona junto a su mujer y su hija, en concreto a Corsá, un pequeño pueblo donde vive el escultor catalán. Severiano acepta la propuesta consistente en reproducir algunas obras de Marcel en piedra. Además dedica su tiempo libre a realizar sus propias esculturas y a pintar. De manera que a su vuelta a Salamanca, tres años después, expone en la Caja de Ahorros–Palacio Garci Grande una serie de esculturas en barro y alguna en piedra y mármol. Se trata de su primera exposición individual íntegramente de escultura y tiene lugar en 1976. En ese mismo año expone en Zamora y en Madrid, en el Palacio de Cristal y dos de sus esculturas son seleccionadas para formar parte de la colección del Museo de Arte Contemporáneo de Madrid. 

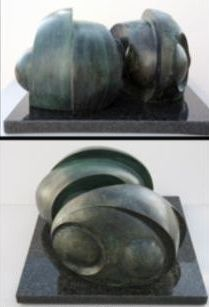
Nómada II, Museo de Arte Contemporáneo de Madrid

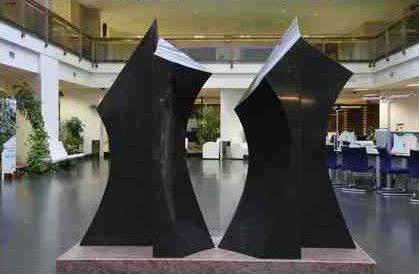
Cronos 2000, oficina central Caja Duero Salamanca. Granito negro Sudáfrica, 1999

Los años siguientes los dedica a realizar encargos, muchos de ellos para cementerios, a viajar, fundamentalmente a canteras de mármol y a preparar su próxima exposición de escultura, que tiene lugar en 1978 en una sala del Banco Cantábrico en Salamanca. En esta ocasión todas las obras son de materiales duros, mármoles, granitos, dioritas, cuarzos, ónices, etc. Y todas ellas están realizadas en talla directa. Las críticas artísticas señalan una evolución positiva en su concepción del arte. 
Animado por su éxito, continúa trabajando y de manera casual conoce a Van G. Gerrit, un escultor holandés que también utiliza el mármol como material esencial. En 1980, viaja con su familia a los Países Bajos, por invitación de Van G. Gerrit. A su regreso participa en una exposición colectiva en la Galería Artis de Salamanca y unos años más tarde en otra exposición colectiva en la Galería La Salina en la misma ciudad. Realiza un viaja a Italia en el que visita Florencia, Pisa y las canteras de Carrara, que le dejan muy impresionado. 
En 1984, expone en el Museo Provincial de Salamanca –Patio de Escuelas-. También es una muestra individual y en la que homenajea al escultor bejarano Mateo Hernández. Dada su pasión por los viajes, en 1987 visita Suiza acompañado por su familia. Un año después participa en la Exposición Internacional de Piedra de Don Benito, Badajoz. Además de exponer allí algunas de sus esculturas, recibe el encargo de realizar en granito una reproducción exacta y a escala del arco de Trajano de Mérida, que será otorgado como premio al mejor arquitecto nacional del año. Se trata del Premio Pinat que recae en 1988 en Alejandro de la Sota Martínez, en 1989 en Rafael Moneo y en 1990 en Jaime Pifarré.
En 1990, expone nuevamente en Salamanca, en el Palacio Garci Grande. Todas sus esculturas están realizadas en talla directa sobre materiales de gran dureza. Anualmente, entre los años 1990 y 2003, se entrega una escultura suya a un salmantino ilustre. Se trata de una cena homenaje organizada por el restaurante Paladini. También en 1990 realiza una escultura en mármol negro que forma parte de la fachada del edificio “Altamira” ubicado en una céntrica calle salmantina. Viaja con su familia a Inglaterra y tras la visita al British Museum crece su admiración por el arte egipcio. 
Un año después expone algunas de sus esculturas en Zamora, Ávila, Valladolid, Palencia y Soria; la Facultad de Geografía e Historia de Salamanca adquiere dos obras suyas y con motivo de la Exposición Universal de Sevilla, Expo´92, el pabellón de Extremadura presenta algunas de sus esculturas. 
En 1993, participa en Las Edades del Hombre, muestra que puede verse en las dos catedrales salmantinas. En ese mismo año realiza un busto en bronce del poeta Félix Grande, su hermano, que se coloca en el pueblo natal de ambos, Escurial de la Sierra. Sin olvidar su gran afición por la fiesta taurina, expone una de sus esculturas de manera permanente en el Museo Taurino de Salamanca.1994 también es un año fructífero para el artista. Realiza la escultura “Atenea” para el jardín del edificio del mismo nombre en la calle Sorias de Salamanca. Participa en la Primera Bienal de Escultura “Mateo Hernández” en Béjar, recibiendo el Primer Premio y realiza su primera gran obra pública para Salamanca: una escultura en piedra de Novelda de tres metros y medio de altura, en talla directa y que es un homenaje al poeta Luis de Góngora. Emplazada en la calle Juan de la Fuente, recibe críticas muy favorables por parte de los medios y de los ciudadanos salmantinos. 
Dentro de su faceta literaria, publica su primer libro de poesía, “Monte Arriba”, que tiene una buena acogida en el ámbito intelectual. Un año más tarde esculpe otra escultura para su ciudad. Lleva por título “Viento Sur” y es una obra en mármol negro de Calatorao realizada en talla directa y ubicada en el barrio de Chamberí. Para Plasencia realiza un busto en bronce del médico Marceliano Sayáns, que se coloca en una plaza pública. Viaja a Egipto por primera vez quedando totalmente fascinado. En 1996, conoce Túnez, país que también influye en su arte. 1997 le lleva de nuevo al mundo de las exposiciones colectivas; participa en ARCALE, La Feria de Arte Contemporáneo de Castilla y León que se celebra en Salamanca y en la Segunda Bienal de Escultura “Mateo Hernández” en la misma ciudad. Un año más tarde participa de nuevo en ARCALE y realiza otra escultura para el barrio de Chamberí, “Ofrenda”, en granito gris de Badajoz. 1990 lo dedica al trabajo escultórico, a viajar –visita Egipto por segunda vez- y a escribir; fruto de ello es la publicación de su segundo libro de poesía “El Tormo Rojo”. 
En el año 2000, además de participar en ARCALE, realiza una escultura de granito negro de Sudáfrica para Caja Duero de Salamanca, que lleva por título “Cronos 2000”, viaja a Grecia, país de obligada visita para un artista y, casualmente, un año más tarde realiza en piedra de Novelda, en talla directa, con unas dimensiones de 14,50 m de longitud por 2,20 m de altura, un relieve que representa un pasaje de la mitología griega, las bodas de Deidamia y Piritoo. Su ubicación es la fachada de un edificio comercial de Fuenlabrada, Madrid. La segunda gran obra de ese año es la escultura de San Juan Bosco. Como es habitual, la realización es en talla directa sobre granito gris de Badajoz. Las dimensiones, 14 m de altura, lo convierten en la obra más conocida del artista. 
Los años siguientes los dedica a realizar ampliaciones en su casa–museo de Mozárbez y a preparar una exposición individual compuesta íntegramente por obra nueva. Realiza un tercer viaje a Egipto y en el año 2005 participa con la escultura titulada “El Alma de la Piedra” en la exposición colectiva “Murmullos de la Piedra” que tiene lugar en la sala Santo Domingo de Salamanca. En el año 2008 realiza posiblemente, su exposición más lograda. Tiene lugar en dos salas salmantinas, La Salina y Garci Grande. Las obras que en ellas se muestran son todas en talla directa y sobre materiales duros, como es habitual en el artista, pero consiguiendo un nivel de perfección que nunca antes había logrado. Las críticas son favorables por parte de todos los entendidos en la materia y la afluencia de público es excepcional. Durante el año siguiente el Ayuntamiento de Mozárbez, pueblo en el que el artista ha trabajado gran parte de su vida, le plantea la posibilidad de realizar un museo que albergue toda su obra escultórica y tal vez también su obra pictórica. Este museo se levantará en un terreno donado por el propio artista y tendrá como finalidad dar a conocer un patrimonio artístico único en la ciudad de Salamanca.